# Дубоки поток (Београд)
За друге Дубоке потпоке видети Дубоки поток
Дубоки поток је водоток који је некада текао, данас урбанизованим подручјем Београда, у општинама Звездара и Вождовац.
Текао је правцем данашњих улица Заге Маливук, Римске и Љермонтова, углавном у правцу југозапада, између Пашиног (Лекиног) брда на северозападу и Коњарничког брда на југоистоку. Уливао се у Мокролушки поток, који је текао правцем данашњег аутопута, насупрот краја Душановац.
У 2003. години је почела изградња великог кишног колектора Дубоки поток.
Код Барајева се такође налази Дубоки поток, са језером.